# Le Spectre de Boko Haram
Pour plus de détails, voir Fiche technique et Distribution.

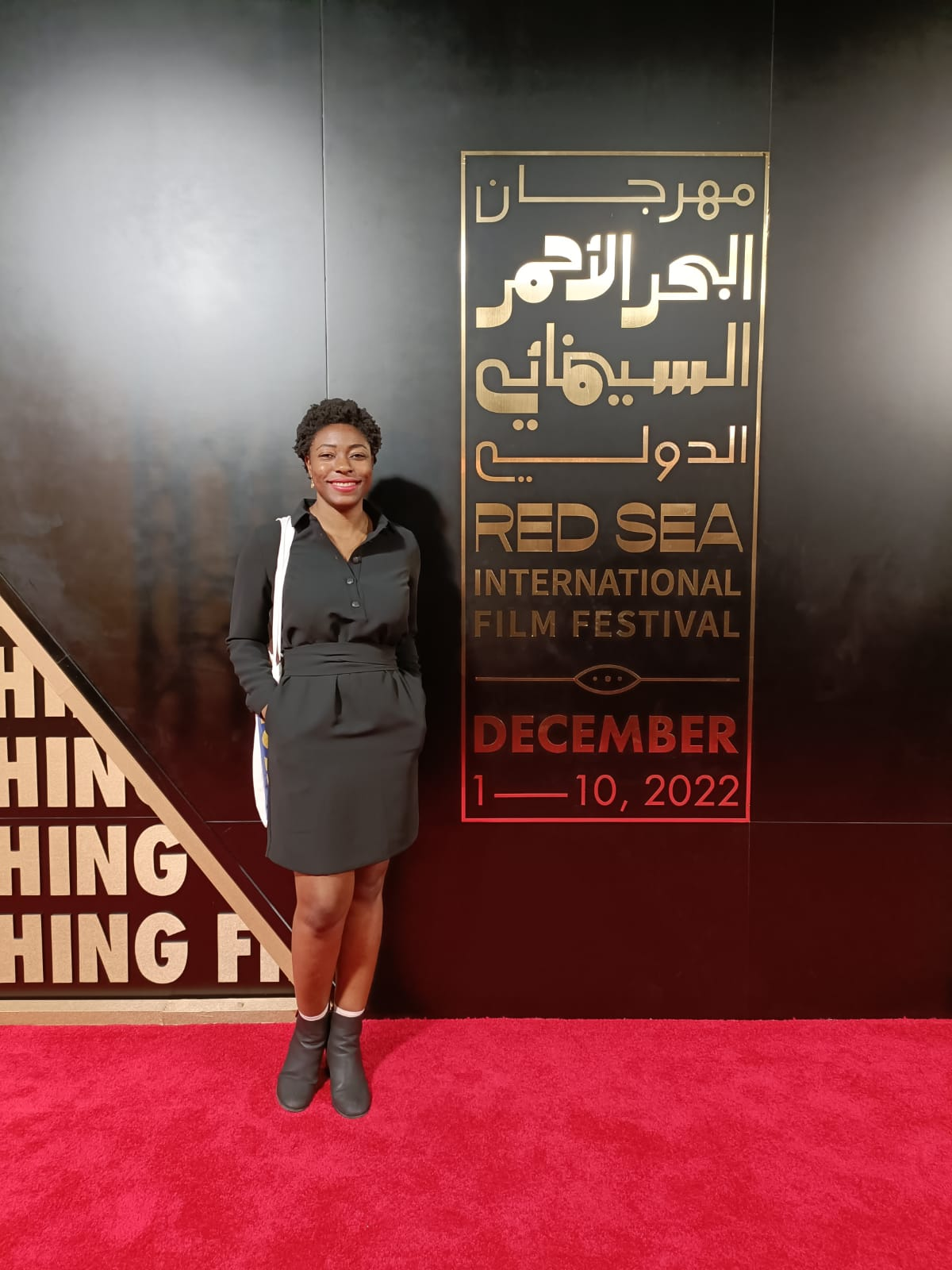
Cyrielle Raingou en 2022

Le Spectre de Boko Haram est un film camerounais sorti en 2023.

## Synopsis
Falta, Ibrahim et Mohamed, trois enfants vont à l'école dans le village de Kolofata au Cameroun, à la frontière avec le Nigeria ; sous la menace de Boko Haram. C'est l'histoire d'une seconde chance, d'une zone de conflit, du point de vue des enfants, des enfants qui eux ne cessent jamais de vivre.

## Fiche technique
- Titre : Le Spectre de Boko Haram
- Réalisation : Cyrielle Raingou[1]
- Scénario : Cyrielle Raingou
- Photographie : Cyrielle Raingou, Bertin Fotso
- Montage son : Florence Hermitte
- Musique : Griots
- Montage : Christine Bouteiller
- Production : Tara group - Label Video - Je Capture Ma Réalité
- Pays :  Cameroun
- Durée : 75 minutes
- Date de sortie : 2023 (première au Festival international du film de Rotterdam)

## Production
Le film est une coproduction franco-camerounaise entre Tara Group et Je Capture Ma Réalité côté camerounais et Label Vidéo côté français.

### Récompense
Le film gagne de nombreux prix dans divers festivals :
- Le Tigre d'or au festival international de film de Rotterdam en 2023,
- Le prix Paul Robeson au FESPACO 2023 dans la section perspective[2],
- Le prix Viktor Dok horizonte Award au festival  dok.fest  à Munich,
- Le prix Etnomatograf au festival Millennium Docs Against gravity,
- Le prix Call & Action pour le meilleur fil d'une réalisatrice d'Afrique centrale,
- Le prix Adiaha pour le meilleur documentaire africain fait par une femme à Encounters en Afrique de Sud,
- Le meilleur documentaire africain au festival international de film de Durban.